# Le Brouilh-Monbert
Le Brouilh-Monbert (okzitanisch Lo Brolh e Montverd) ist eine französische Gemeinde mit 236 Einwohnern (Stand 1. Januar 2022) im Département Gers in der Region Okzitanien. Sie gehört zum Kanton Auch-1.

## Geografie
Le Brouilh-Monbert liegt in Südfrankreich, 85 Kilometer westlich von Toulouse und 16 Kilometer nordwestlich von Auch, dem Sitz der Präfektur des Départements Gers, auf einer mittleren Höhe von 181 Metern über dem Meeresspiegel. Die Mairie steht auf einer Höhe von 122 Metern. Nachbargemeinden von Le Brouilh-Monbert sind Biran im Norden, Barran im Südosten, Riguepeu im Westen und Bazian im Nordwesten. Das Gemeindegebiet hat eine Fläche von 1296 Hektar. Der Ortsteil Le Brouilh liegt am linken Ufer der Baïse.
Die Gemeinde ist einer Klimazone des Typs Cfb (nach Köppen und Geiger) zugeordnet: Warmgemäßigtes Regenklima (C), vollfeucht (f), wärmster Monat unter 22 °C, mindestens vier Monate über 10 °C (b). Es herrscht Seeklima mit gemäßigtem Sommer.

## Geschichte
Monbert wurde um 1060 erstmals urkundlich erwähnt. Die Ländereien gehörten ursprünglich den Grafen von Fézensac. Monbert war im Mittelalter ein sogenanntes Castelnau, eine befestigte Stadt mit einer Burg, einer Kirche und einem Stadttor.
Bernard III., Graf von Armagnac, und Guillaume II. d’Andozile, der Erzbischof von Auch gründeten um 1145 das Kloster Notre-Dame in Le Brouilh (Brolium). Es unterstand der Abtei Fontevrault. Die Ortschaft entwickelte sich als Castelnau nördlich vom Kloster. Letztes erhaltenes Gebäude des Klosters ist eine private Kapelle am Friedhof von Le Brouilh.
Im Jahr 1569 kam es im Zuge der Hugenottenkriege zu einem Massaker in Brouilh. Der Protestant Gabriel de Lorges ließ die Ortschaft und vor allem das Kloster von seinen Truppen niederbrennen und plündern.
1793 erhielt Le Brouilh-Monbert im Zuge der Französischen Revolution (1789–1799) als Loubrouil den Status einer Gemeinde und 1801 durch die Verwaltungsreform unter Napoleon Bonaparte das Recht auf kommunale Selbstverwaltung. Nach 1801 wurde der Ortsname zu Le Brouilh.
Der enge Bereich des mittelalterlichen Castelnaus von Monbert wurde nach dem Ersten Weltkrieg (1914–1918) nach und nach verlassen. 1974 wurde Monbert eingemeindet und Le Brouilh in Le Brouilh-Monbert umbenannt. Ein lokaler Verein erwarb im gleichen Jahr das Gelände des Castelnaus von Monbert, das damals nur noch einen Bewohner hatte. Inzwischen wurden einige der Gebäude restauriert.

### Bevölkerungsentwicklung
| Jahr                       | 1962 | 1968 | 1975 | 1982 | 1990 | 1999 | 2011 | 2020 |
| Einwohner                  | 158  | 160  | 228  | 202  | 207  | 212  | 226  | 244  |
| Quellen: Cassini und INSEE |      |      |      |      |      |      |      |      |

## Kultur und Sehenswürdigkeiten
Le Brouilh-Monbert gehört zur römisch-katholischen Pfarrei Saint Pierre de Barran-Jégun  des Erzbistums Auch.
Die Kirche Saint-Jean-L’Evangéliste von Le Brouilh wurde 1538 auf den Fundamenten einer Scheune des Klosters erbaut. Sie ist Johannes dem Täufer geweiht. Das Eingangsportal ist romanisch. Der Kirchturm wurde auf dem ehemaligen Stadttor errichtet. Die Kirche wurde 1989 restauriert.
Die Existenz der Kirche Saint-Laurent von Monbert, wurde urkundlich erstmals 1383 bezeugt. Der quadratische Kirchturm wurde 1630 errichtet und 1873 restauriert. Im Eingangsbereich befindet sich eine Inschrift aus der Revolutionszeit: Le peuple – françois – reconnaît – l’être suprême- et l’immortalité de l’âme, ‚das französische Volk erkennt die Existenz des höchsten Wesens und die Unsterblichkeit der Seele an‘. Die Inschrift stammt aus dem Jahr 1794. Die Kirche wurde während der Revolution als Tempel des höchsten Wesens genutzt.

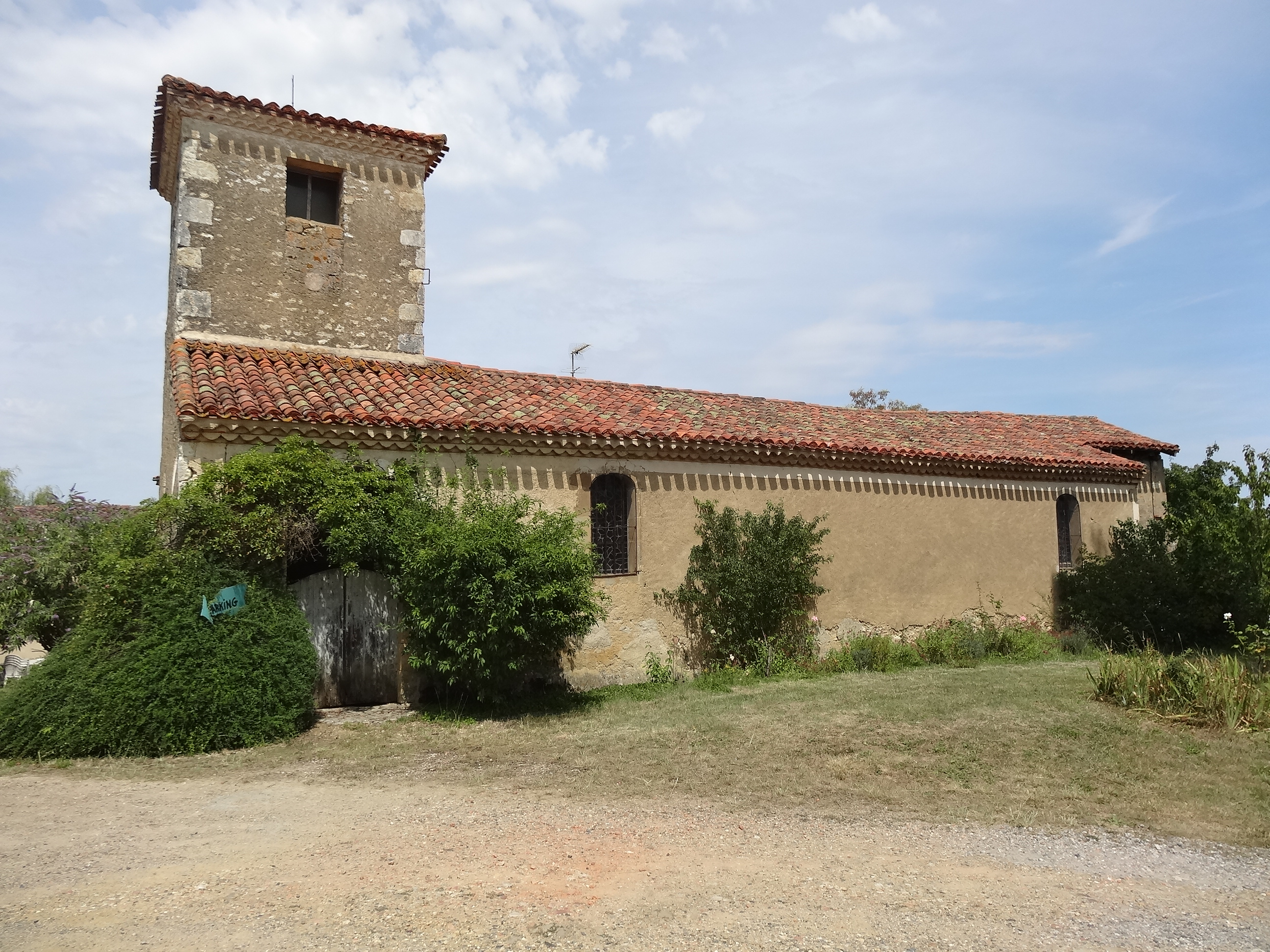
Kirche Saint-Jean-l’Evangéliste in Monbert

## Wirtschaft und Infrastruktur
Im Jahr 2009 waren 31,8 Prozent der Erwerbstätigen in der Gemeinde beschäftigt, die anderen waren Pendler. 12,1 Prozent der Arbeitnehmer waren arbeitslos.
Es gibt eine öffentliche Grundschule in der Gemeinde.
Der nächstgelegene Bahnhof befindet sich in Auch. Der nächste Flughafen ist der 58,7 Kilometer entfernt liegende Flughafen Agen.
Auf dem Gemeindegebiet gelten kontrollierte Herkunftsbezeichnungen (AOC) für Floc de Gascogne und Armagnac sowie geschützte geographische Angaben (IGP) für Schinken (Jambon de Bayonne), Geflügel (Volailles de Gascogne oder du Gers), Enten für Foie gras (Canard à foie gras du Sud-Ouest) und Weine der Bezeichnung Comté Tolosan, Côtes de Gascogne und Gers.